# Netscape Communications
Netscape Communications Corporation — американская корпорация, работавшая в сфере IT-индустрии.

## История

### Основание
Основатель компании — Джеймс Кларк. В начале девяностых, когда Интернет только начинал входить в жизнь людей, он смог по достоинству оценить перспективы развития глобальной сети и решил занять нишу производства пользовательского программного обеспечения для работы в ней. Для этого требовалась команда увлеченных профессионалов. Джеймс Кларк разослал письма перспективным молодым учёным, уже проявившим себя на просторах сетевых технологий. Первым на предложение откликнулся аспирант-программист из университета штата Иллинойс Марк Андрессен, который создал первый в мире веб-браузер Mosaic. Эта программа была экспериментальной, имела примитивную функциональность, но была прорывом своего времени, так как помимо традиционного текста интернет-страниц, Mosaic позволял отображать на экране графические иллюстрации, фон документов, воспроизводить звук, оформлять заголовки и сами текстовые абзацы при помощи шрифтов различных гарнитур. Вторым откликнулся Лу Монтулли, который написал текстовый браузер Lynx для Unix-совместимых платформ. Эта программа по своей популярности в среде пользователей Unix ничуть не уступала изобретению Андрессена, хоть и была гораздо более простой. Позже к команде присоединились Роберт МакКул и Эрик Бина. В апреле 1994 года Джеймс Кларк открыл новую компанию Netscape Communications, направленную на разработку программного обеспечения для Интернета.

## Продукт
Основной продукт компании - браузер Netscape Navigator, производившийся с 1994 по 2007 год. Версии Netscape до 4 были основными конкурентами Internet Explorer, версии 6—7.2 были основаны на Mozilla Application Suite. 28 декабря 2007 года компания объявила о прекращении поддержки и разработки браузера. 1 марта 2008 года компания AOL прекратила поддержку браузера Netscape Navigator.

## Исторические события
- В октябре 1998 приобрела Open Directory Project за 40 050 000$.
- 24 ноября 1998 приобретена холдингом AOL за 4,2 млрд.$.
- 15 июля 2003 Time Warner (бывшая AOL Time Warner) расформировала подразделение Netscape. Большинство сотрудников было уволено.